# European Dog Show
European Dog Show (Evropská psí výstava) je jednou z nejvyšších evropských soutěží psích plemen. V roce 2007 byl konán její první ročník v Záhřebu. V říjnu 2008 se konal 2. ročník v maďarské Budapešti. Výstavy se zúčastnilo přes 8600 majitelů ze čtyř kontinentů (kromě Afriky a obou polárních kontinentů) a téměř 15000 psů mnoha ras. Soutěže tohoto druhu jsou pořádány FCI (Mezinárodní kynologickou federací) a představují velmi prestižní záležitost pro všechny chovatele. V rámci výsledků jsou nejlepší psi nominovaní na Crufts show v Londýně, která patří k nejvyhledávanějším akcím svého druhu.